# Trama

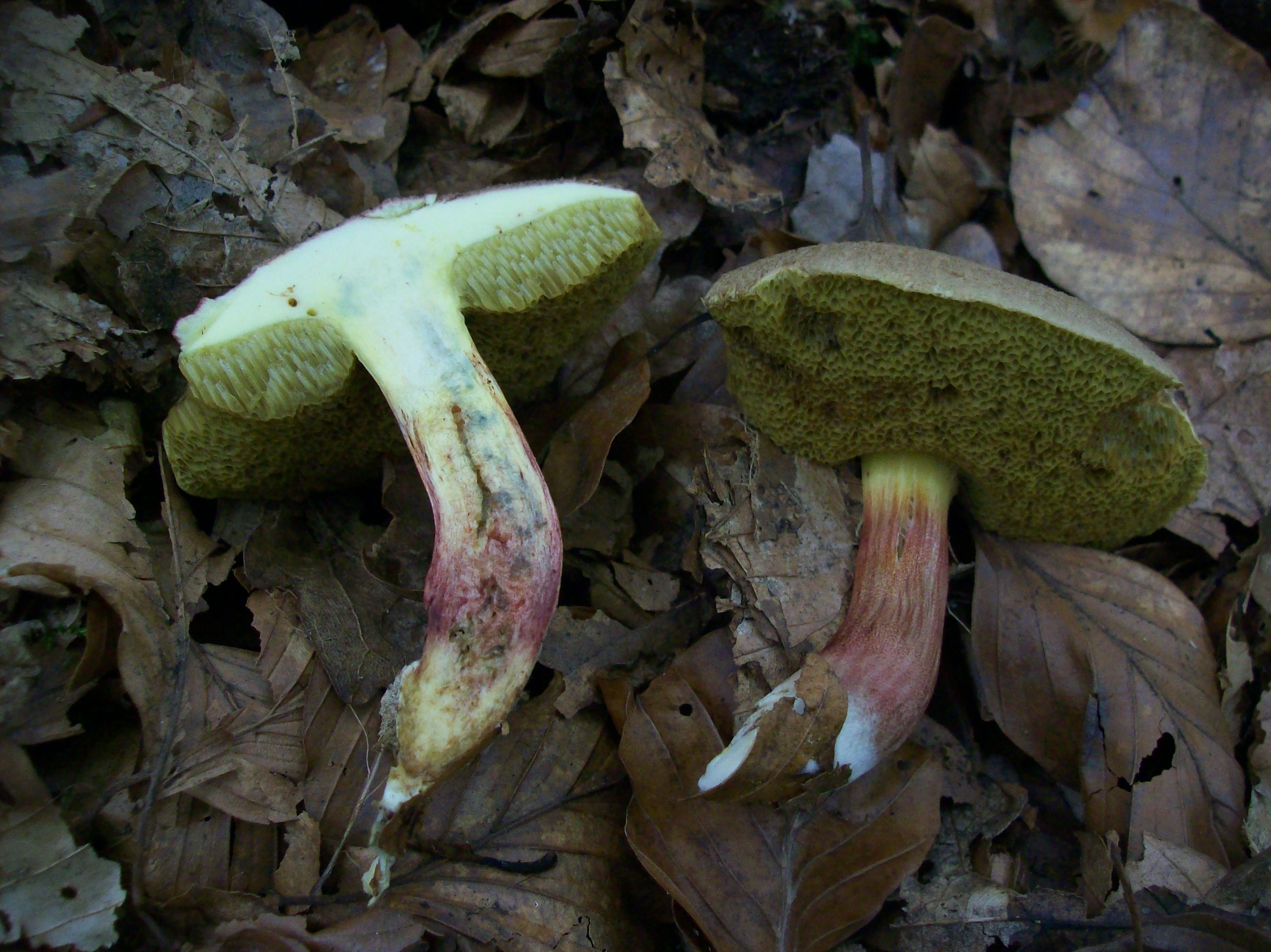
Bei vielen Pilzarten sind Farben und potenzielle Verfärbungen der Trama bestimmungsrelevant. Beispielsweise hat der Gemeine Rotfußröhrling (Xerocomellus chrysenteron) gelbliches und im Stiel rotes Fleisch, das schwach blaut.

Die Trama (lat. trāma ‚Kettfaden‘, ‚Gewebe‘, ‚Spinnennetz‘) ist das Fleisch (Plektenchym) des Fruchtkörpers von Pilzen, also Hut und Stiel, aber nicht das Myzel. Es wird teilweise auch zwischen Stiel- und Huttrama unterschieden. Der Name bezieht sich auf die netzartige Struktur des Pilzfleisches.
Im engeren Sinne wird hierunter nur das sterile Hyphengeflecht der Röhren- und Blätterpilze unter Ausschluss des Oberflächengewebes verstanden.